# 伯明翰座堂
伯明翰圣腓力座堂（Cathedral Church of Saint Philip）是英国圣公会伯明翰教区的主教座堂，位于英格兰中部西米德兰兹郡伯明翰的Colmore Row。它建于1715年，巴洛克风格。1905年成为新成立的伯明翰教区的主教座堂。伯明翰座堂是英格兰第三小的座堂，仅大于德比座堂和切姆斯福德座堂。现在列为一级登录建筑。

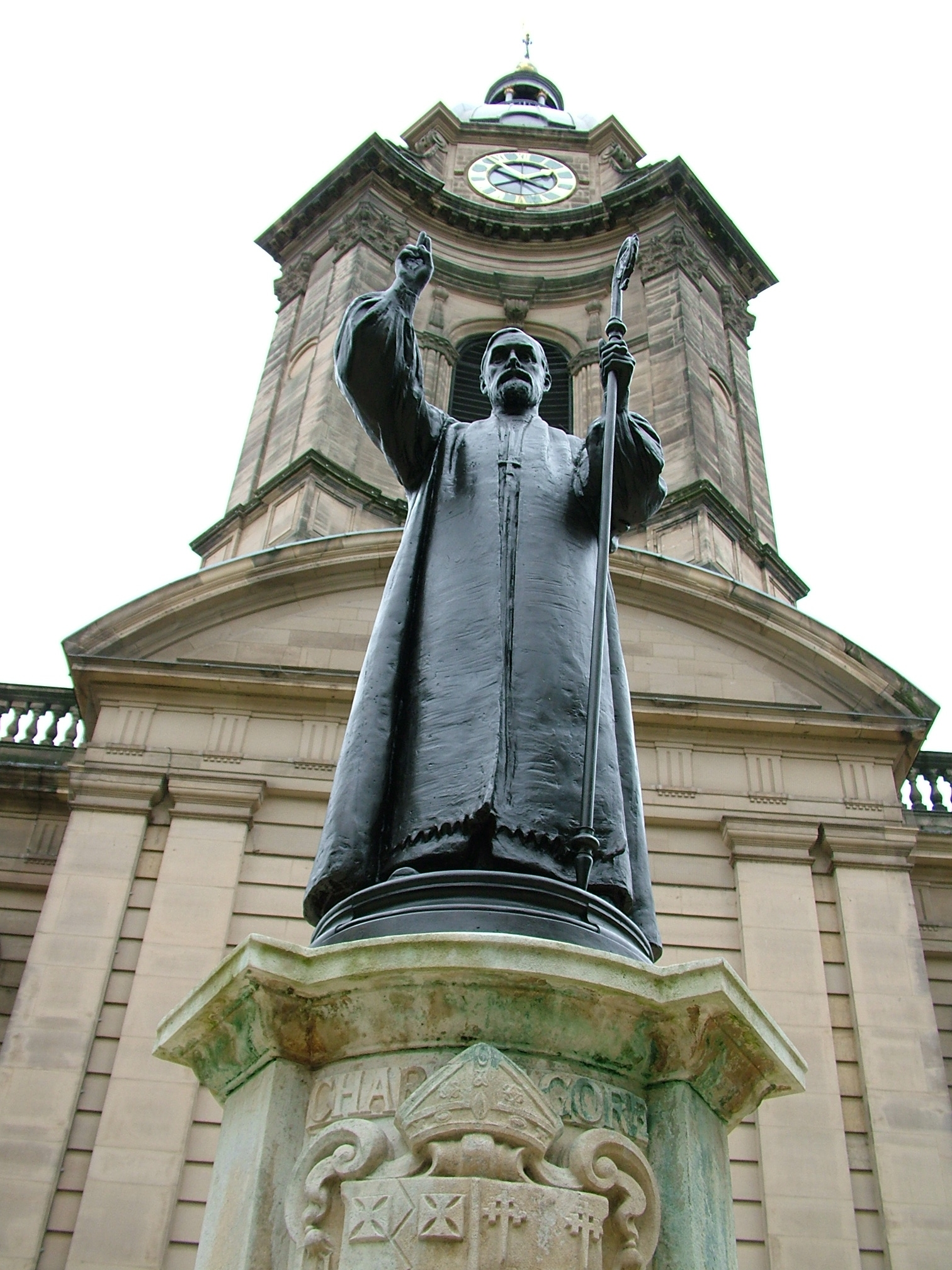
首任主教雕塑

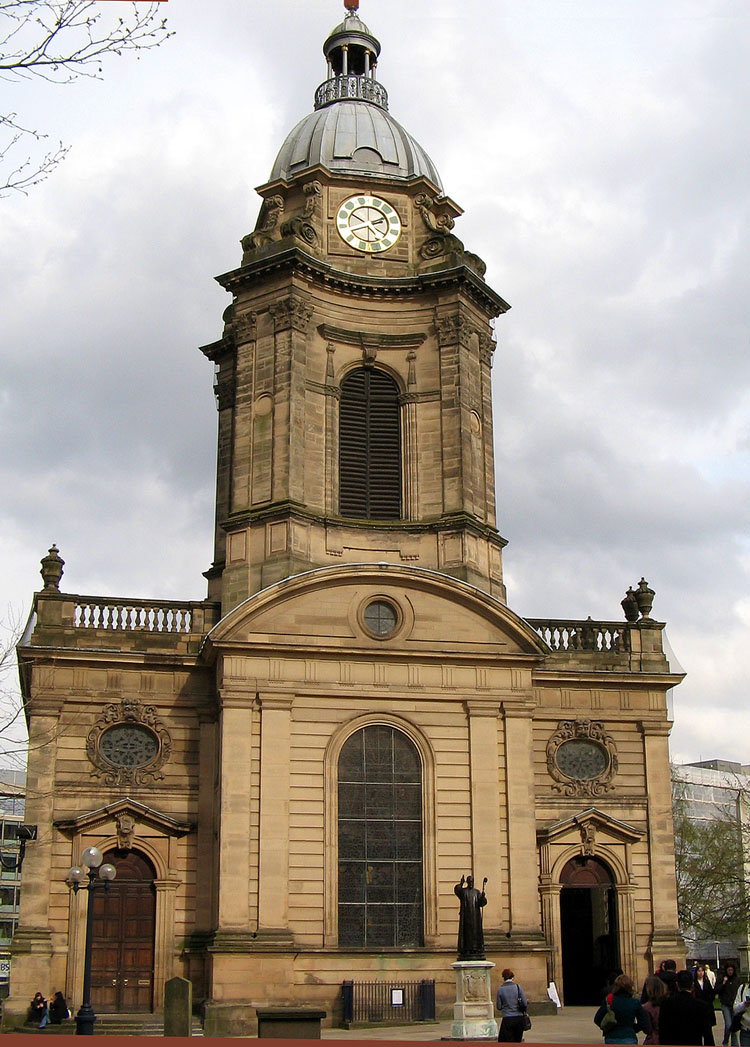
钟楼

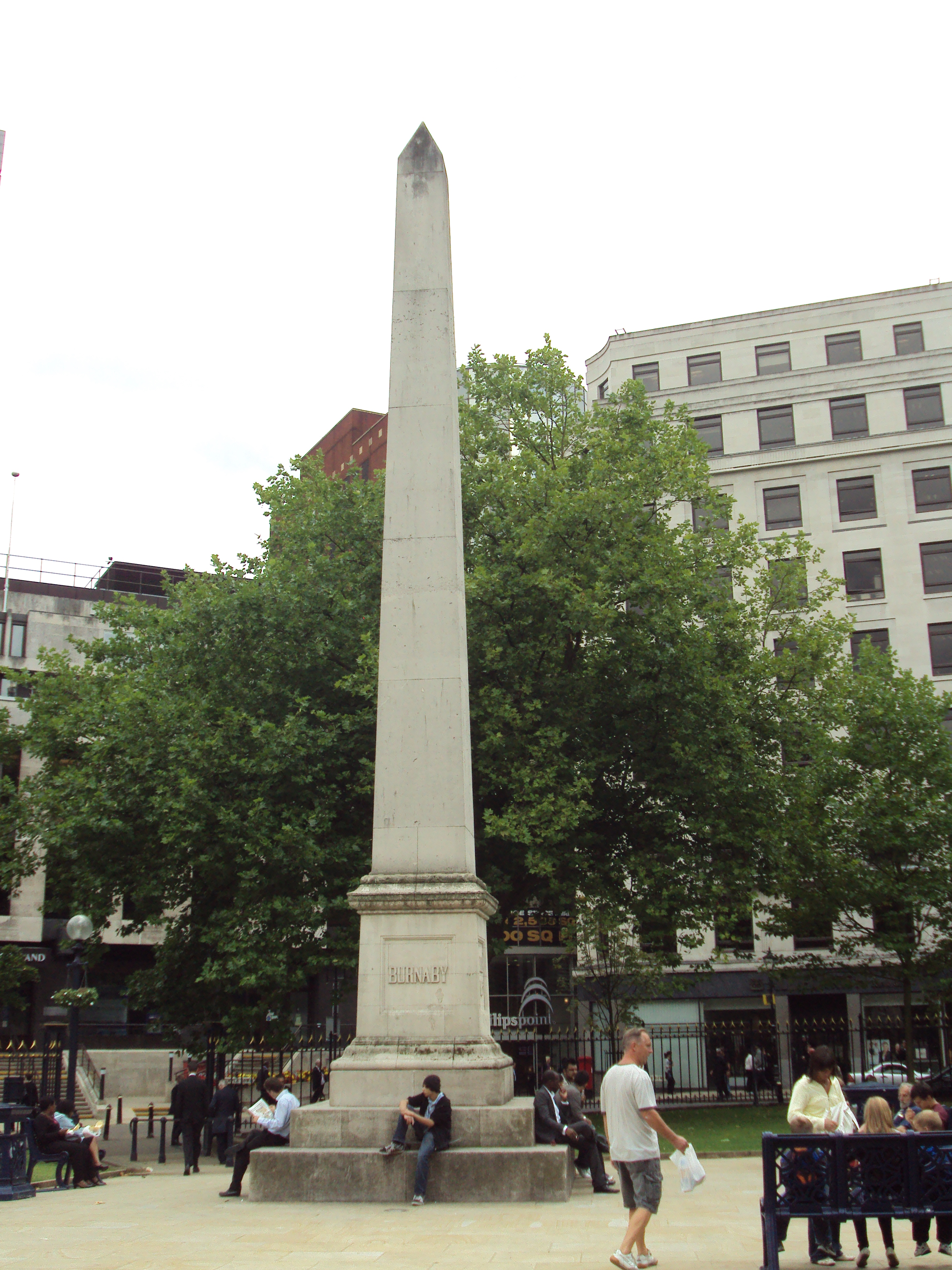
弗雷德里克·古斯塔夫·本拿比纪念方尖碑